# 六氰合铁(III)酸四甲基铵
六氰合铁(III)酸四甲基铵是一种无机化合物，化学式为[(CH3)4N]3[Fe(CN)6]。

## 制备
将3.79 g铁氰酸钾和4.4g四甲基氯化铵的水溶液混合，降温至0°C，保持15 min，所得沉淀为[(CH3)4N]3[Fe(CN)6]。
K3[Fe(CN)6] + 3 [(CH3)4N]Cl —0°C→ [(CH3)4N]3[Fe(CN)6]↓ + 3 KCl
该产物可由水和乙腈重结晶。